# 聖言福傳堂
聖言福傳堂（英語：Divine Word Mission Chapel）是香港一所天主教小聖堂，屬天主教香港教區的九龍灣聖若瑟堂區，由聖言會管理。位於香港九龍新清水灣道38號（聖言中學內），於2011年11月1日諸聖節由主任司鐸林永基神父祝聖。新祭台由湯漢樞機於2012年3月1日祝聖。

## 牧職人員
- 主任司鐸：張明德神父 (Rev. Johnson Dhos, SVD, P.P.)

## 小堂歷史
聖言福傳堂於2011年11月1日諸聖節祝聖，並於2012年3月1日由湯漢樞機祝聖新祭台，及由張興灝神父呈上聖言會會祖聖楊生，以及首位來華傳教士聖福若瑟的聖髑，由湯樞機把聖髑封存於祭台下。

## 歷任主任司鐸
| 就職年份 | 卸任年份 | 名稱                                   | 備注 |
| -------- | -------- | -------------------------------------- | ---- |
| 2011年   | 2013年   | 林永基神父(Rev. Fr Emilio D. Lim, SVD) |      |
| 2013年   | ---      | 張明德神父(Rev. Fr Johnson Dhos, SVD)  |      |

## 小堂主保

### 聖楊生

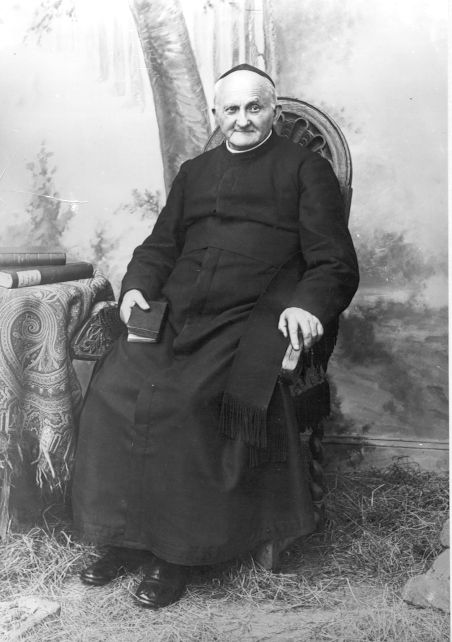
聖言會會祖聖楊生

楊生愛諾德（英語：Arnold Janssen）1861年8月15日晉鐸，成為德國明思特（英語：Muenster）教區的教區神父（英語：diocesan priest）。他的工作是被派到波霍特（英語：Bocholt）的一所中學任教。1875年9月8日，楊生神父以小量金錢，在德國與荷蘭邊境附近的史泰爾買下一間舊酒館作為會院，成立外方傳教修會，定名為聖言會（The Society of the Divine Word）。他開始派遣首兩位傳教士來華，1909年1月15日，楊生神父離世，2003年10月5日，教宗若望保祿二世在梵蒂岡三萬多人面前隆重宣佈楊生愛諾德為聖人。

### 聖福若瑟

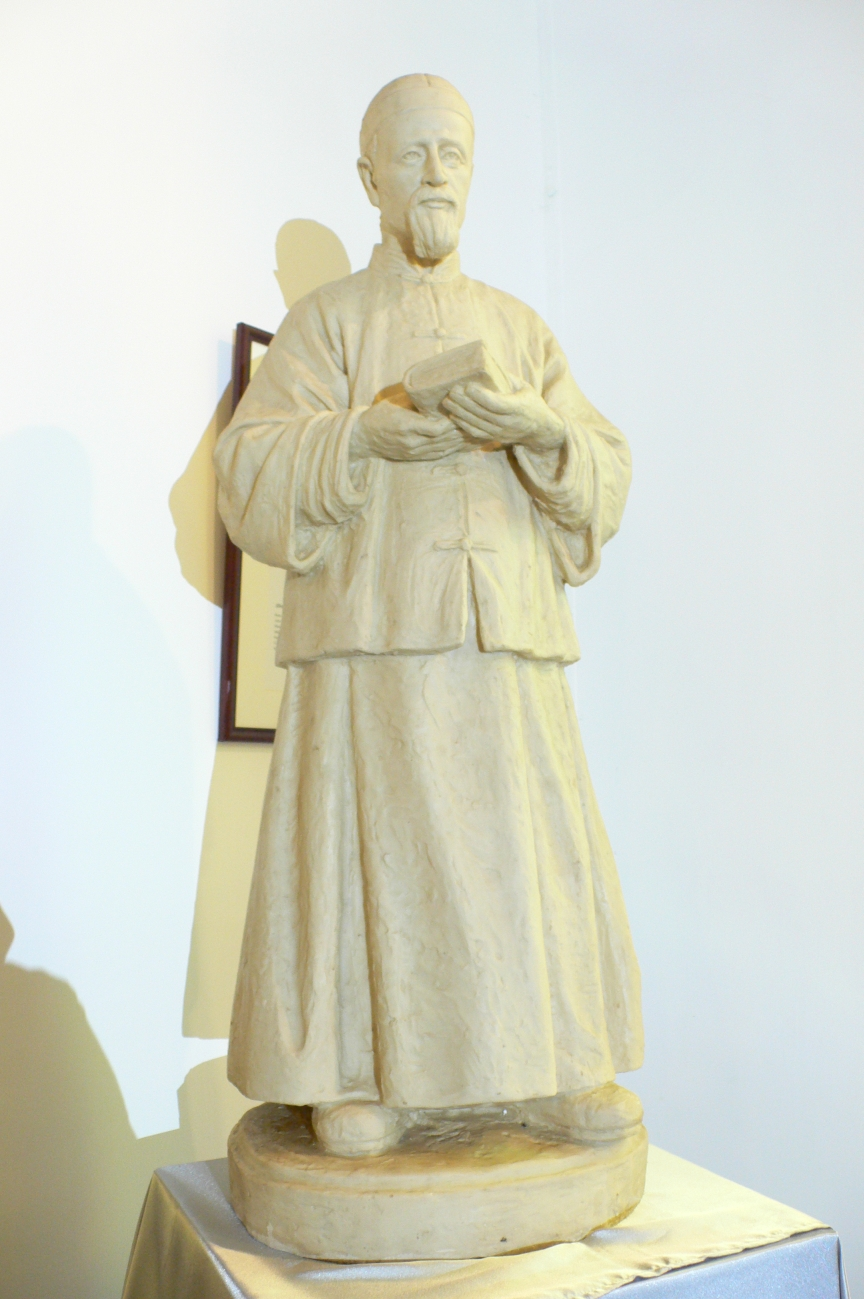
聖福若瑟的聖像（攝於香港鹽田仔聖若瑟小堂）

聖福若瑟（St. Joseph Freinademet）生於1852年奧匈帝國提羅爾省的沃野村（今屬義大利），1878年，他遇見聖言會創辦人楊生，在荷蘭的斯泰爾加入了這個成立不久的傳教修會，1879年，他前往中國傳教。他們先在香港學習中文，在西貢鹽田梓聖若瑟小堂服務。1881年，福若瑟也正式前往山東南部陽穀縣坡里庄。他在天主教魯南教區傳教27年，1908年1月28日，56歲的福神父在濟寧城北的戴庄聖言會會院逝世。1975年，福若瑟神父被教宗保祿六世列入真福品。2003年10月5日，教宗若望保祿二世宣布福若瑟為聖人。

## 外部連結
九龍灣聖若瑟堂網站